# Hedwig Karzer
Hedwig Karzer (* 13. März 1868 in Ottmachau, Kreis Grottkau, Provinz Schlesien; † 13. Oktober 1944 bei Wewak, Papua-Neuguinea) war eine deutsche Steyler Missionsschwester und Märtyrin.

## Leben
Anna Karzer, ältestes überlebendes von 12 Kindern eines Fabrikschmieds, lernte als Hausangestellte der Familie Lux auf dem Rittergut Wellenhof bei Neisse den späteren heiligen Arnold Janssen persönlich kennen, trat am 26. Mai 1903 im Alter von 35 Jahren in Steyl in das Missionshaus der Steyler Missionsschwestern ein und begann am 8. Dezember 1903 das Noviziat unter dem Ordensnamen Hedwig (nach Hedwig von Andechs). Am 18. Juni 1905 legte sie ihre Zeitlichen Gelübde ab. Vom 23. Mai 1907 bis zum 13. Juli reiste sie mit anderen nach Alexishafen in die Papua-Neuguinea-Mission, wo sie am 15. August 1912 die Ewige Profess ablegte. Sie wirkte in der Küche von Alexishafen, bis ihre Oberin sie 1943 im Alter von 75 Jahren in den Ruhestand versetzte.
Nach der Besetzung Neuguineas durch die japanischen Invasionstruppen 1942 kam es zu zahlreichen Fliegerangriffen durch die amerikanische Luftwaffe. Am 9. April 1943 brannte das Schwesternhaus ab. Die Verlegung der Gemeinschaft in den Dschungel wurde für Schwester Hedwig Karzer zur Strapaze, der sie nicht mehr gewachsen war. Sie starb im Alter von 76 Jahren und wurde im Urwald beigesetzt.

## Gedenken
Die Römisch-katholische Kirche in Deutschland hat Schwester Hedwig Karzer als Märtyrin in das deutsche Martyrologium des 20. Jahrhunderts aufgenommen.